# 東金澤站
東金澤站（日语：／ Higashi-kanazawa eki */?）是隸屬於IR石川鐵道的鐵路車站，座落於石川縣金澤市，旁邊是JR貨物的金澤貨物總站，兩站與金澤站的距離相同，亦共用相同的信號機。
除了本線列車外，直通七尾線的JR西日本普通列車也會停靠本站。

## 所屬路線
IR石川鐵道
- ■IR石川鐵道線

## 車站結構
現時使用中的為第二代站舍，建於線道上的天橋，為橋上車站，2002年10月21日起開始使用。東、西兩側各設1個出入口，各出入口均對應有升降機及樓梯，站舍長約50米，闊度約4.5米，以東西自由連絡通道為主，兩壁配有多個三角形的玻璃窗戶，售票窗口位於近東側的中央位置，側旁亦裝有自動售票機1部，服務窗口對面裝設有多部自動販賣機及宣傳單張架。閘口位於販賣機與窗口中央，屬人手閘口，並備有1台可讓站員站崗及以人手驗票的舊式驗票櫃台。一般時間採用服務窗口旁的通過進行驗票，多客時段亦可利用櫃台開闢多條通道讓乘客出入及收票。通過閘口後，可直行沿樓梯或駛用旁邊另一部升降機前往月台。而車站外圍，兩邊出口均備有站前廣場，東口橋座下設有男、女用洗手間，旁邊建有2層高的單車停泊場。
第1代站舍為單層木製建築，位於現站舍南端約150米，旁邊即為金澤綜合車輛所，是一座典型的國鐵時期所興建的站舍結構。中央為玄關位及閘口；左側為售票窗口及職員留宿處；右側為候車大堂；通過閘口後，先通過3級梯級至側式月台，並可以透過行人天橋跨過線道，前往島式月台。洗手間則位於站舍最右側的獨立建築，並只能從站外前往。
由於車站用地被徵用作北陸新幹線的架空走線路段，舊車站於新站舍投入服務當日停止運作。2003年初，舊站舍、月台、跨線天橋及相關被拆去，除用作北陸新幹線的路段外，部份用地亦被用作新建道路及興建房屋等用途。

### 月台配置
現時設有島式月台1座，提供1面2線的配置，可完全對應6輛編成的列車。
| 月台 | 路線          | 方向 | 目的地         |
| ---- | ------------- | ---- | -------------- |
| 1    | ■IR石川鐵道線 | 上行 | 金澤方向       |
| 2    | ■IR石川鐵道線 | 下行 | 高岡、富山方向 |
| 2    | 直通■JR七尾線 | -    | 羽咋、七尾方向 |

## 歷史
- 1925年8月1日：日本國有鐵道北陸本線金澤～森本間開設了「小坂信號場」。
- 1933年8月1日：昇格為車站，改稱為「東金澤站」[9]。
- 1982年11月15日：貨物列車提取服務取消。
- 1985年3月14日：手提行李提取服務取消。
- 1987年4月1日：國鐵分割民營化，車站由西日本旅客鐵道（JR西日本）繼承。
- 1992年11月：站內開設綠窗口[10]。
- 2002年10月21日：因應金澤貨物總站遷移，車站北移，改為橋上站。遷移前座落於小坂町西8番地。
- 2003年6月12日：車站旁邊的金澤貨物總站開業。
- 2015年3月14日：隨北陸新幹線開通至金澤，車站改由IR石川鐵道營運。

## 利用狀況
| 乗車人員推算 | 乗車人員推算 |
| 年度         | 1日平均人數  |
| ------------ | ------------ |
| 2004年       | 1,556        |
| 2005年       | 1,596        |
| 2006年       | 1,619        |
| 2007年       | 1,680        |
| 2008年       | 1,795        |
| 2009年       | 1,848        |
| 2010年       | 2,032        |
| 2011年       | 2,199        |
| 2012年       | 2,366        |
| 2013年       | 2,570        |

## 相鄰車站
IR石川鐵道
■IR石川鐵道線（直通■愛之風富山鐵道線、■JR七尾線）
金澤－東金澤（金澤貨運站）－森本

## 外部連結
- IR石川鐵道東金澤站公式網頁。（日語）